# تادمایت
تادمایت (به عربی: تادمایت) یک شهرداری در الجزایر است که در استان تیزی وزو واقع شده‌است.